# Celina Muza
Muza Celina (ur. 3 grudnia 1966 w Pucku) – polska piosenkarka, aktorka, producent muzyczny.

## Życiorys
Studiowała ekonomikę transportu morskiego na Uniwersytecie Gdańskim. Jest absolwentką  Studia Wokalno-Aktorskiego przy Teatrze Muzycznym w Gdyni, w którym stworzyła kreacje w musicalach i wodewilach, m.in. Jesus Christ Superstar (Maria Magdalena), Żołnierz królowej Madagaskaru, Oliver, Ja kocham Rózię.
W latach 90. współtworzyła Teatr Atelier w Sopocie; współpracowała m.in. z Theater des Westens w Berlinie, Adamem Hanuszkiewiczem (role w Lilli Wenedzie i Panu Tadeuszu), Teatrem Miejskim w Gdyni i Teatrem Nowym w Warszawie. W 1994 zrealizowała spektakl Samotny anioł oparty na piosenkach i biografii Marleny Dietrich. W 1998 zadebiutowała na niemieckim rynku fonograficznym płytą Madonna, Hexe und Clown. W następnych latach wydała albumy z premierowym repertuarem Sorglos, Czułość, Berühre mich, łączące stylistykę piosenki aktorskiej z jazzem, które zostały dobrze przyjęte przez niemiecką krytykę i publiczność.
Artystka mieszka i koncertuje (głównie) w Berlinie.